# Lijst van burgemeesters van Gijzelbrechtegem
Dit is de lijst van burgemeesters van Gijzelbrechtegem, een voormalige gemeente in de Belgische provincie West-Vlaanderen, tot de fusie met Anzegem in 1971.
- 1854-1874 : Charles-Louis Deconinck (+1874)
- 1874-1877 : Julius Avet (1825-1877)
- 1879-1882 : Désiré Praetere
- 1882-1896 : Frederic Lagaisse
- 1896-1912 : Johannes Avet
- 1912–1938 : Karel-Louis Van Haesebroeck (1868-1947)
- 1938-? : Victor De Brouwere
- ?-1959 : Florent Tack (1902-1963)
- 1959-1970 : Maurits Petrus Desmet (1910-1993);

Vanaf 1971 is Gijzelbrechtegem gefuseerd met Anzegem.